# خووپکوو-کولونگا
خووپکوو-کولونگا (به لهستانی:  Chłopków-Kolonia) یک روستا در لهستان است که در گمینا پلاتروو واقع شده‌است.